# David Ortiz (zapaśnik)
David Ortiz (ur. 16 marca 1975) – wenezuelski zapaśnik w stylu wolnym. Dwukrotny uczestnik mistrzostw świata, zajął 26. miejsce w 1997. Czwarty na igrzyskach panamerykańskich w 1999. Wicemistrz igrzysk igrzysk Ameryki Środkowej i Karaibów w 1998, a także igrzysk boliwaryjskich w 1997 roku.